# NGC 6195
NGC 6195 је спирална галаксија у сазвежђу Херкул која се налази на NGC листи објеката дубоког неба.
Деклинација објекта је + 39° 1' 42" а ректасцензија 16h 36m 32,6s. Привидна величина (магнитуда) објекта NGC 6195 износи 13,1 а фотографска магнитуда 13,9. NGC 6195 је још познат и под ознакама UGC 10469, MCG 7-34-118, CGCG 224-75, IRAS 16348+3907, PGC 58596.